# Tour du Guangxi féminin 2019
La 3e édition du Tour du Guangxi féminin a eu lieu le 22 octobre 2019. La course fait partie de l'UCI World Tour féminin. Elle est remportée par l'Australienne Chloe Hosking. Marianne Vos remporte le classement World Tour grâce à sa troisième place.

## Parcours

### Équipes
| Équipes féminines professionnelles (15)- Astana Women's - Alé Cipollini - BTC City Ljubljana - Canyon-SRAM Racing - CCC-Liv - China Liv - Doltcini-Van Eyck Sport - FDJ-Nouvelle Aquitaine-Futuroscope - Hitec Products - Lotto Soudal Ladies - Minsk Cycling Club - Mitchelton-Scott - Sunweb Women - Tibco-Silicon Valley Bank - Valcar Cylance Équipes nationales (2)- Chine - Hong Kong |
| |

## Récit de la course
Pu Yixian  est la première attaquante de la journée. Elle obtient une avance de près de cinq minutes. Le rythme s'accélère à l'approche de la difficulté de la course. Dans celle-ci, Ashleigh Moolman provoque une importante sélection, réduisant le peloton à quarante-cinq unités. L'avance de Pu Yixian est alors d'une minute. Elle est reprise dans la montée suivante. Yanshan Hill et Ashleigh Moolman imprime le rythme. Le peloton au sommet est de vingt-cinq coureuses, mais dans la plaine il revient à quarante personnes. La course se conclut au sprint. Marianne Vos lance le sprint, mais Chloe Hosking la remonte. La Néerlandaise est finalement troisième derrière Alison Jackson. Elle remporte ainsi le classement World Tour.

## Classements

### Classement final
| \| Classement général \| Classement général \| Classement général \| Classement général \| Classement général \| \| Coureuse \| Coureuse \| Pays \| Équipe \| Temps \| \| ------------------ \| ------------------ \| ------------------ \| ---------------------------------- \| ------------------ \| \| 1re \| Chloe Hosking \| Australie \| Alé Cipollini \| 3 h 58 min 46 s \| \| 2e \| Alison Jackson \| Canada \| Tibco-Silicon Valley Bank \| + 0 s \| \| 3e \| Marianne Vos \| Pays-Bas \| CCC-Liv \| + 0 s \| \| 4e \| Arlenis Sierra \| Cuba \| Astana Women's Team \| + 0 s \| \| 5e \| Chiara Consonni \| Italie \| Valcar Cylance \| + 0 s \| \| 6e \| Tanja Erath \| Allemagne \| Canyon-SRAM Racing \| + 0 s \| \| 7e \| Hanna Tserakh \| Biélorussie \| Minsk Cycling Club \| + 0 s \| \| 8e \| Ilaria Sanguineti \| Italie \| Valcar Cylance \| + 0 s \| \| 9e \| Emilia Fahlin \| Suède \| FDJ-Nouvelle Aquitaine-Futuroscope \| + 0 s \| \| 10e \| Lauren Stephens \| États-Unis \| Tibco-Silicon Valley Bank \| + 0 s \| |                   |             |                                    |                 |
| |                   |             |                                    |                 |
| |                   |             |                                    |                 |
| Classement général |                   |             |                                    |                 |
| Coureuse | Coureuse          | Pays        | Équipe                             | Temps           |
| 1re | Chloe Hosking     | Australie   | Alé Cipollini                      | 3 h 58 min 46 s |
| 2e | Alison Jackson    | Canada      | Tibco-Silicon Valley Bank          | + 0 s           |
| 3e | Marianne Vos      | Pays-Bas    | CCC-Liv                            | + 0 s           |
| 4e | Arlenis Sierra    | Cuba        | Astana Women's Team                | + 0 s           |
| 5e | Chiara Consonni   | Italie      | Valcar Cylance                     | + 0 s           |
| 6e | Tanja Erath       | Allemagne   | Canyon-SRAM Racing                 | + 0 s           |
| 7e | Hanna Tserakh     | Biélorussie | Minsk Cycling Club                 | + 0 s           |
| 8e | Ilaria Sanguineti | Italie      | Valcar Cylance                     | + 0 s           |
| 9e | Emilia Fahlin     | Suède       | FDJ-Nouvelle Aquitaine-Futuroscope | + 0 s           |
| 10e | Lauren Stephens   | États-Unis  | Tibco-Silicon Valley Bank          | + 0 s           |

### UCI World Tour

#### Points attribués
| Position           | 1er | 2e  | 3e  | 4e  | 5e | 6e | 7e | 8e | 9e | 10e | 11e | 12e | 13e | 14e | 15e | 16e à 30e | 31e à 40e |
| Classement général | 200 | 150 | 125 | 100 | 85 | 70 | 60 | 50 | 40 | 35  | 30  | 25  | 20  | 15  | 10  | 5         | 3         |

| Classement par points | Classement par points | Classement par points | Classement par points | Classement par points |
| Coureuse              | Coureuse              | Pays                  | Équipe                | Points                |
| --------------------- | --------------------- | --------------------- | --------------------- | --------------------- |
| 1re                   | Marianne Vos          | Pays-Bas              | CCC-Liv               | 1592 pts              |
| 2e                    | Annemiek van Vleuten  | Pays-Bas              | Mitchelton-Scott      | 1467 pts              |
| 3e                    | Lorena Wiebes         | Pays-Bas              | Parkhotel Valkenburg  | 1302 pts              |
| 4e                    | Katarzyna Niewiadoma  | Pologne               | Canyon-SRAM Racing    | 1240 pts              |
| 5e                    | Anna van der Breggen  | Pays-Bas              | Boels Dolmans         | 1095 pts              |
| 6e                    | Marta Bastianelli     | Italie                | Virtu Cycling Women   | 1077 pts              |
| 7e                    | Amy Pieters           | Pays-Bas              | Boels Dolmans         | 841 pts               |
| 8e                    | Lucinda Brand         | Pays-Bas              | Sunweb                | 797 pts               |
| 9e                    | Christine Majerus     | Luxembourg            | Boels Dolmans         | 690 pts               |
| 10e                   | Amanda Spratt         | Australie             | Mitchelton-Scott      | 680 pts               |

| Classement par points | Classement par points | Classement par points | Classement par points | Classement par points |
| Coureuse              | Coureuse              | Pays                  | Équipe                | Points                |
| --------------------- | --------------------- | --------------------- | --------------------- | --------------------- |
| 1re                   | Marianne Vos          | Pays-Bas              | CCC-Liv               | 1592 pts              |
| 2e                    | Annemiek van Vleuten  | Pays-Bas              | Mitchelton-Scott      | 1467 pts              |
| 3e                    | Lorena Wiebes         | Pays-Bas              | Parkhotel Valkenburg  | 1302 pts              |
| 4e                    | Katarzyna Niewiadoma  | Pologne               | Canyon-SRAM Racing    | 1240 pts              |
| 5e                    | Anna van der Breggen  | Pays-Bas              | Boels Dolmans         | 1095 pts              |
| 6e                    | Marta Bastianelli     | Italie                | Virtu Cycling Women   | 1077 pts              |
| 7e                    | Amy Pieters           | Pays-Bas              | Boels Dolmans         | 841 pts               |
| 8e                    | Lucinda Brand         | Pays-Bas              | Sunweb                | 797 pts               |
| 9e                    | Christine Majerus     | Luxembourg            | Boels Dolmans         | 690 pts               |
| 10e                   | Amanda Spratt         | Australie             | Mitchelton-Scott      | 680 pts               |

| Classement du meilleur jeune | Classement du meilleur jeune | Classement du meilleur jeune | Classement du meilleur jeune       | Classement du meilleur jeune |
| Coureuse                     | Coureuse                     | Pays                         | Équipe                             | Points                       |
| ---------------------------- | ---------------------------- | ---------------------------- | ---------------------------------- | ---------------------------- |
| 1re                          | Lorena Wiebes                | Pays-Bas                     | Parkhotel Valkenburg               | 46 pts                       |
| 2e                           | Marta Cavalli                | Italie                       | Valcar Cylance                     | 42 pts                       |
| 3e                           | Sofia Bertizzolo             | Italie                       | Virtu Cycling Women                | 22 pts                       |
| 4e                           | Évita Muzic                  | France                       | FDJ-Nouvelle Aquitaine-Futuroscope | 22 pts                       |
| 5e                           | Elisa Balsamo                | Italie                       | Valcar Cylance                     | 20 pts                       |
| 6e                           | Juliette Labous              | France                       | Sunweb                             | 16 pts                       |
| 7e                           | Paula Patiño                 | Colombie                     | Movistar Team                      | 10 pts                       |
| 8e                           | Letizia Paternoster          | Italie                       | Trek-Segafredo                     | 10 pts                       |
| 9e                           | Liane Lippert                | Allemagne                    | Sunweb                             | 8 pts                        |
| 10e                          | Hanna Tserakh                | Biélorussie                  | Minsk Cycling Club                 | 6 pts                        |

| Classement du meilleur jeune | Classement du meilleur jeune | Classement du meilleur jeune | Classement du meilleur jeune       | Classement du meilleur jeune |
| Coureuse                     | Coureuse                     | Pays                         | Équipe                             | Points                       |
| ---------------------------- | ---------------------------- | ---------------------------- | ---------------------------------- | ---------------------------- |
| 1re                          | Lorena Wiebes                | Pays-Bas                     | Parkhotel Valkenburg               | 46 pts                       |
| 2e                           | Marta Cavalli                | Italie                       | Valcar Cylance                     | 42 pts                       |
| 3e                           | Sofia Bertizzolo             | Italie                       | Virtu Cycling Women                | 22 pts                       |
| 4e                           | Évita Muzic                  | France                       | FDJ-Nouvelle Aquitaine-Futuroscope | 22 pts                       |
| 5e                           | Elisa Balsamo                | Italie                       | Valcar Cylance                     | 20 pts                       |
| 6e                           | Juliette Labous              | France                       | Sunweb                             | 16 pts                       |
| 7e                           | Paula Patiño                 | Colombie                     | Movistar Team                      | 10 pts                       |
| 8e                           | Letizia Paternoster          | Italie                       | Trek-Segafredo                     | 10 pts                       |
| 9e                           | Liane Lippert                | Allemagne                    | Sunweb                             | 8 pts                        |
| 10e                          | Hanna Tserakh                | Biélorussie                  | Minsk Cycling Club                 | 6 pts                        |

| Classement par équipes aux points | Classement par équipes aux points | Classement par équipes aux points | Classement par équipes aux points |
| Équipe                            | Équipe                            | Pays                              | Points                            |
| --------------------------------- | --------------------------------- | --------------------------------- | --------------------------------- |
| 1re                               | Boels Dolmans                     | Pays-Bas                          | 4045 pts                          |
| 2e                                | Sunweb Women                      | Pays-Bas                          | 2999 pts                          |
| 3e                                | Trek-Segafredo                    | États-Unis                        | 2547 pts                          |
| 4e                                | Mitchelton-Scott                  | Australie                         | 2517 pts                          |
| 5e                                | CCC-Liv                           | Pays-Bas                          | 2451 pts                          |
| 6e                                | Canyon-SRAM Racing                | Allemagne                         | 2215 pts                          |
| 7e                                | Parkhotel Valkenburg-Destil       | Pays-Bas                          | 2058 pts                          |
| 8e                                | Virtu Cycling Women               | Danemark                          | 1548 pts                          |
| 9e                                | WNT-Rotor Pro Cycling             | Allemagne                         | 1504 pts                          |
| 10e                               | Alé Cipollini                     | Italie                            | 1315 pts                          |

| Classement par équipes aux points | Classement par équipes aux points | Classement par équipes aux points | Classement par équipes aux points |
| Équipe                            | Équipe                            | Pays                              | Points                            |
| --------------------------------- | --------------------------------- | --------------------------------- | --------------------------------- |
| 1re                               | Boels Dolmans                     | Pays-Bas                          | 4045 pts                          |
| 2e                                | Sunweb Women                      | Pays-Bas                          | 2999 pts                          |
| 3e                                | Trek-Segafredo                    | États-Unis                        | 2547 pts                          |
| 4e                                | Mitchelton-Scott                  | Australie                         | 2517 pts                          |
| 5e                                | CCC-Liv                           | Pays-Bas                          | 2451 pts                          |
| 6e                                | Canyon-SRAM Racing                | Allemagne                         | 2215 pts                          |
| 7e                                | Parkhotel Valkenburg-Destil       | Pays-Bas                          | 2058 pts                          |
| 8e                                | Virtu Cycling Women               | Danemark                          | 1548 pts                          |
| 9e                                | WNT-Rotor Pro Cycling             | Allemagne                         | 1504 pts                          |
| 10e                               | Alé Cipollini                     | Italie                            | 1315 pts                          |

## Liste des participantes
| Légende | Légende                                                                    | Légende | Légende                                                    |
| ------- | -------------------------------------------------------------------------- | ------- | ---------------------------------------------------------- |
| Num     | Dossard de départ porté par le coureur sur ce Tour du Guangxi              | Pos     | Position à l'arrivée de la course                          |
|         | Indique un maillot de champion national ou mondial, suivi de sa spécialité | NP      | Indique un coureur qui n'a pas pris le départ de la course |
| AB      | Indique un coureur qui n'a pas terminé la course                           | HD      | Indique un coureur qui a terminé la course hors des délais |

| Astana Women's Team ASA | Astana Women's Team ASA      | Astana Women's Team ASA |
| ----------------------- | ---------------------------- | ----------------------- |
| Num                     | Coureuse                     | Pos                     |
| 1                       | Liliana Moreno (COL) (route) | 52e                     |
| 2                       | Jeidy Pradera (CUB)          | 76e                     |
| 5                       | Arlenis Sierra (CUB) (route) | 4e                      |
| 6                       | Yeima Torres (CUB)           | 54e                     |

| Alé Cipollini ALE | Alé Cipollini ALE             | Alé Cipollini ALE |
| ----------------- | ----------------------------- | ----------------- |
| Num               | Coureuse                      | Pos               |
| 11                | Chloe Hosking (AUS)           | 1re               |
| 12                | Soraya Paladin (ITA)          | 29e               |
| 14                | Karlijn Swinkels (NED)        | 40e               |
| 15                | Marjolein van 't Geloof (NED) | 71e               |
| 16                | Eri Yonamine (JPN) (route)    | 50e               |

| BTC City Ljubljana BTC | BTC City Ljubljana BTC      | BTC City Ljubljana BTC |
| ---------------------- | --------------------------- | ---------------------- |
| Num                    | Coureuse                    | Pos                    |
| 21                     | Eugenia Bujak (SLO) (route) | 16e                    |
| 22                     | Anastasia Chursina (RUS)    | 13e                    |
| 23                     | Urša Pintar (SLO)           | 21e                    |
| 24                     | Urška Bravec (SLO)          | 32e                    |
| 25                     | Urška Žigart (SLO)          | 39e                    |

| Canyon-SRAM Racing CSR | Canyon-SRAM Racing CSR | Canyon-SRAM Racing CSR |
| ---------------------- | ---------------------- | ---------------------- |
| Num                    | Coureuse               | Pos                    |
| 31                     | Hannah Barnes (GBR)    | 51e                    |
| 32                     | Tanja Erath (GER)      | 6e                     |
| 33                     | Rotem Gafinovitz (ISR) | 44e                    |
| 34                     | Ella Harris (NZL)      | 43e                    |
| 35                     | Hannah Ludwig (GER)    | 28e                    |
| 36                     | Christa Riffel (GER)   | 53e                    |

| CCC-Liv CCC | CCC-Liv CCC                    | CCC-Liv CCC |
| ----------- | ------------------------------ | ----------- |
| Num         | Coureuse                       | Pos         |
| 41          | Jeanne Korevaar (NED)          | 58e         |
| 42          | Marta Lach (POL)               | 48e         |
| 43          | Valerie Demey (BEL)            | 45e         |
| 44          | Ashleigh Moolman (RSA) (route) | 22e         |
| 45          | Pauliena Rooijakkers (NED)     | 63e         |
| 46          | Marianne Vos (NED)             | 3e          |

| China Liv Pro Cycling GPC | China Liv Pro Cycling GPC | China Liv Pro Cycling GPC |
| ------------------------- | ------------------------- | ------------------------- |
| Num                       | Coureuse                  | Pos                       |
| 51                        | Li Jiaqi (CHN)            | 49e                       |
| 52                        | Liang Hongyu (CHN)        | 59e                       |
| 53                        | Siying Lu (CHN)           | 31e                       |
| 54                        | Wu Peixiao (CHN)          | 36e                       |
| 55                        | Pu Yixian (CHN)           | 37e                       |
| 56                        | Zhao Xisha (CHN)          | 60e                       |

| Doltcini-Van Eyck Sport DVE | Doltcini-Van Eyck Sport DVE | Doltcini-Van Eyck Sport DVE |
| --------------------------- | --------------------------- | --------------------------- |
| Num                         | Coureuse                    | Pos                         |
| 61                          | Mieke Docx (BEL)            | 15e                         |

| Sans équipe ___ | Sans équipe ___    | Sans équipe ___ |
| --------------- | ------------------ | --------------- |
| Num             | Coureuse           | Pos             |
| 62              | Kelly Markus (NED) | AB              |

| Doltcini-Van Eyck Sport DVE | Doltcini-Van Eyck Sport DVE      | Doltcini-Van Eyck Sport DVE |
| --------------------------- | -------------------------------- | --------------------------- |
| Num                         | Coureuse                         | Pos                         |
| 64                          | Bryony van Velzen (NED)          | 77e                         |
| 66                          | Jesse Vandenbulcke (BEL) (route) | 19e                         |

| FDJ-Nouvelle Aquitaine-Futuroscope FDJ | FDJ-Nouvelle Aquitaine-Futuroscope FDJ | FDJ-Nouvelle Aquitaine-Futuroscope FDJ |
| -------------------------------------- | -------------------------------------- | -------------------------------------- |
| Num                                    | Coureuse                               | Pos                                    |
| 71                                     | Charlotte Bravard (FRA)                | 56e                                    |
| 73                                     | Emilia Fahlin (SWE)                    | 9e                                     |
| 74                                     | Victorie Guilman (FRA)                 | 57e                                    |
| 75                                     | Évita Muzic (FRA)                      | 55e                                    |
| 76                                     | Jade Wiel (FRA) (route)                | 17e                                    |

| Hitec Products-Birk Sport HPU | Hitec Products-Birk Sport HPU    | Hitec Products-Birk Sport HPU |
| ----------------------------- | -------------------------------- | ----------------------------- |
| Num                           | Coureuse                         | Pos                           |
| 81                            | Pernille Larsen Feldmann (NOR)   | HD                            |
| 82                            | Thale Sofie Kielland Bjerk (NOR) | HD                            |
| 83                            | Ingrid Lorvik (NOR) (route)      | 35e                           |
| 84                            | Amalie Lutro (NOR)               | 72e                           |
| 85                            | Chanella Stougje (NED)           | HD                            |
| 86                            | Marta Tagliaferro (ITA)          | 62e                           |

| Lotto Soudal Ladies LSL | Lotto Soudal Ladies LSL  | Lotto Soudal Ladies LSL |
| ----------------------- | ------------------------ | ----------------------- |
| Num                     | Coureuse                 | Pos                     |
| 91                      | Danique Braam (NED)      | 14e                     |
| 92                      | Dannielle Khan (GBR)     | 74e                     |
| 93                      | Danielle Christmas (GBR) | 30e                     |
| 94                      | Chantal Hoffmann (LUX)   | 73e                     |

| Minsk Cycling Club MCC | Minsk Cycling Club MCC           | Minsk Cycling Club MCC |
| ---------------------- | -------------------------------- | ---------------------- |
| Num                    | Coureuse                         | Pos                    |
| 101                    | Alina Abramenka (BLR)            | 27e                    |
| 102                    | Darya Dziakola (BLR)             | 25e                    |
| 103                    | Nastassia Kiptsikava (BLR)       | 41e                    |
| 104                    | Taisa Naskovich (BLR)            | 70e                    |
| 105                    | Tatsiana Sharakova (BLR) (route) | 20e                    |
| 106                    | Hanna Tserakh (BLR)              | 7e                     |

| Mitchelton-Scott MTS | Mitchelton-Scott MTS   | Mitchelton-Scott MTS |
| -------------------- | ---------------------- | -------------------- |
| Num                  | Coureuse               | Pos                  |
| 111                  | Jessica Allen (AUS)    | 78e                  |
| 113                  | Gracie Elvin (AUS)     | 12e                  |
| 114                  | Lucy Kennedy (AUS)     | 66e                  |
| 115                  | Moniek Tenniglo (NED)  | 67e                  |
| 116                  | Georgia Williams (NZL) | 64e                  |

| Sunweb SUN | Sunweb SUN               | Sunweb SUN |
| ---------- | ------------------------ | ---------- |
| Num        | Coureuse                 | Pos        |
| 121        | Susanne Andersen (NOR)   | 26e        |
| 124        | Pernille Mathiesen (DEN) | 79e        |
| 125        | Coryn Rivera (USA)       | 11e        |
| 126        | Julia Soek (NED)         | AB         |

| Tibco-Silicon Valley Bank TIB | Tibco-Silicon Valley Bank TIB | Tibco-Silicon Valley Bank TIB |
| ----------------------------- | ----------------------------- | ----------------------------- |
| Num                           | Coureuse                      | Pos                           |
| 131                           | Leah Dixon (GBR)              | 34e                           |
| 132                           | Alison Jackson (CAN)          | 2e                            |
| 133                           | Nina Kessler (NED)            | 46e                           |
| 134                           | Emily Marcolini (CAN)         | 65e                           |
| 136                           | Lauren Stephens (USA)         | 10e                           |

| Valcar Cylance VAL | Valcar Cylance VAL      | Valcar Cylance VAL |
| ------------------ | ----------------------- | ------------------ |
| Num                | Coureuse                | Pos                |
| 141                | Chiara Consonni (ITA)   | 5e                 |
| 142                | Dalia Muccioli (ITA)    | 75e                |
| 143                | Asja Paladin (ITA)      | 61e                |
| 144                | Silvia Pollicini (ITA)  | 38e                |
| 145                | Ilaria Sanguineti (ITA) | 8e                 |

| Chine CHN | Chine CHN    | Chine CHN |
| --------- | ------------ | --------- |
| Num       | Coureuse     | Pos       |
| 151       | Chang Yue    | 68e       |
| 152       | Feng Lin     | 24e       |
| 153       | Li Jiujin    | 18e       |
| 154       | Sun Jiajun   | 69e       |
| 155       | Yang Jiahuan | 42e       |
| 156       | Xie Zhou     | 33e       |

| Hong Kong HKG | Hong Kong HKG  | Hong Kong HKG |
| ------------- | -------------- | ------------- |
| Num           | Coureuse       | Pos           |
| 161           | Leung Bo Yee   | 47e           |
| 162           | Hoi Wah Leung  | HD            |
| 163           | Wing Yee Leung | 23e           |
| 164           | Sze Wing Ng    | AB            |
| 165           | Diao Xiao Juan | AB            |

| Astana Women's Team ASA | Astana Women's Team ASA      | Astana Women's Team ASA |
| ----------------------- | ---------------------------- | ----------------------- |
| Num                     | Coureuse                     | Pos                     |
| 1                       | Liliana Moreno (COL) (route) | 52e                     |
| 2                       | Jeidy Pradera (CUB)          | 76e                     |
| 5                       | Arlenis Sierra (CUB) (route) | 4e                      |
| 6                       | Yeima Torres (CUB)           | 54e                     |

| Alé Cipollini ALE | Alé Cipollini ALE             | Alé Cipollini ALE |
| ----------------- | ----------------------------- | ----------------- |
| Num               | Coureuse                      | Pos               |
| 11                | Chloe Hosking (AUS)           | 1re               |
| 12                | Soraya Paladin (ITA)          | 29e               |
| 14                | Karlijn Swinkels (NED)        | 40e               |
| 15                | Marjolein van 't Geloof (NED) | 71e               |
| 16                | Eri Yonamine (JPN) (route)    | 50e               |

| BTC City Ljubljana BTC | BTC City Ljubljana BTC      | BTC City Ljubljana BTC |
| ---------------------- | --------------------------- | ---------------------- |
| Num                    | Coureuse                    | Pos                    |
| 21                     | Eugenia Bujak (SLO) (route) | 16e                    |
| 22                     | Anastasia Chursina (RUS)    | 13e                    |
| 23                     | Urša Pintar (SLO)           | 21e                    |
| 24                     | Urška Bravec (SLO)          | 32e                    |
| 25                     | Urška Žigart (SLO)          | 39e                    |

| Canyon-SRAM Racing CSR | Canyon-SRAM Racing CSR | Canyon-SRAM Racing CSR |
| ---------------------- | ---------------------- | ---------------------- |
| Num                    | Coureuse               | Pos                    |
| 31                     | Hannah Barnes (GBR)    | 51e                    |
| 32                     | Tanja Erath (GER)      | 6e                     |
| 33                     | Rotem Gafinovitz (ISR) | 44e                    |
| 34                     | Ella Harris (NZL)      | 43e                    |
| 35                     | Hannah Ludwig (GER)    | 28e                    |
| 36                     | Christa Riffel (GER)   | 53e                    |

| CCC-Liv CCC | CCC-Liv CCC                    | CCC-Liv CCC |
| ----------- | ------------------------------ | ----------- |
| Num         | Coureuse                       | Pos         |
| 41          | Jeanne Korevaar (NED)          | 58e         |
| 42          | Marta Lach (POL)               | 48e         |
| 43          | Valerie Demey (BEL)            | 45e         |
| 44          | Ashleigh Moolman (RSA) (route) | 22e         |
| 45          | Pauliena Rooijakkers (NED)     | 63e         |
| 46          | Marianne Vos (NED)             | 3e          |

| China Liv Pro Cycling GPC | China Liv Pro Cycling GPC | China Liv Pro Cycling GPC |
| ------------------------- | ------------------------- | ------------------------- |
| Num                       | Coureuse                  | Pos                       |
| 51                        | Li Jiaqi (CHN)            | 49e                       |
| 52                        | Liang Hongyu (CHN)        | 59e                       |
| 53                        | Siying Lu (CHN)           | 31e                       |
| 54                        | Wu Peixiao (CHN)          | 36e                       |
| 55                        | Pu Yixian (CHN)           | 37e                       |
| 56                        | Zhao Xisha (CHN)          | 60e                       |

| Doltcini-Van Eyck Sport DVE | Doltcini-Van Eyck Sport DVE | Doltcini-Van Eyck Sport DVE |
| --------------------------- | --------------------------- | --------------------------- |
| Num                         | Coureuse                    | Pos                         |
| 61                          | Mieke Docx (BEL)            | 15e                         |

| Sans équipe ___ | Sans équipe ___    | Sans équipe ___ |
| --------------- | ------------------ | --------------- |
| Num             | Coureuse           | Pos             |
| 62              | Kelly Markus (NED) | AB              |

| Doltcini-Van Eyck Sport DVE | Doltcini-Van Eyck Sport DVE      | Doltcini-Van Eyck Sport DVE |
| --------------------------- | -------------------------------- | --------------------------- |
| Num                         | Coureuse                         | Pos                         |
| 64                          | Bryony van Velzen (NED)          | 77e                         |
| 66                          | Jesse Vandenbulcke (BEL) (route) | 19e                         |

| FDJ-Nouvelle Aquitaine-Futuroscope FDJ | FDJ-Nouvelle Aquitaine-Futuroscope FDJ | FDJ-Nouvelle Aquitaine-Futuroscope FDJ |
| -------------------------------------- | -------------------------------------- | -------------------------------------- |
| Num                                    | Coureuse                               | Pos                                    |
| 71                                     | Charlotte Bravard (FRA)                | 56e                                    |
| 73                                     | Emilia Fahlin (SWE)                    | 9e                                     |
| 74                                     | Victorie Guilman (FRA)                 | 57e                                    |
| 75                                     | Évita Muzic (FRA)                      | 55e                                    |
| 76                                     | Jade Wiel (FRA) (route)                | 17e                                    |

| Hitec Products-Birk Sport HPU | Hitec Products-Birk Sport HPU    | Hitec Products-Birk Sport HPU |
| ----------------------------- | -------------------------------- | ----------------------------- |
| Num                           | Coureuse                         | Pos                           |
| 81                            | Pernille Larsen Feldmann (NOR)   | HD                            |
| 82                            | Thale Sofie Kielland Bjerk (NOR) | HD                            |
| 83                            | Ingrid Lorvik (NOR) (route)      | 35e                           |
| 84                            | Amalie Lutro (NOR)               | 72e                           |
| 85                            | Chanella Stougje (NED)           | HD                            |
| 86                            | Marta Tagliaferro (ITA)          | 62e                           |

| Lotto Soudal Ladies LSL | Lotto Soudal Ladies LSL  | Lotto Soudal Ladies LSL |
| ----------------------- | ------------------------ | ----------------------- |
| Num                     | Coureuse                 | Pos                     |
| 91                      | Danique Braam (NED)      | 14e                     |
| 92                      | Dannielle Khan (GBR)     | 74e                     |
| 93                      | Danielle Christmas (GBR) | 30e                     |
| 94                      | Chantal Hoffmann (LUX)   | 73e                     |

| Minsk Cycling Club MCC | Minsk Cycling Club MCC           | Minsk Cycling Club MCC |
| ---------------------- | -------------------------------- | ---------------------- |
| Num                    | Coureuse                         | Pos                    |
| 101                    | Alina Abramenka (BLR)            | 27e                    |
| 102                    | Darya Dziakola (BLR)             | 25e                    |
| 103                    | Nastassia Kiptsikava (BLR)       | 41e                    |
| 104                    | Taisa Naskovich (BLR)            | 70e                    |
| 105                    | Tatsiana Sharakova (BLR) (route) | 20e                    |
| 106                    | Hanna Tserakh (BLR)              | 7e                     |

| Mitchelton-Scott MTS | Mitchelton-Scott MTS   | Mitchelton-Scott MTS |
| -------------------- | ---------------------- | -------------------- |
| Num                  | Coureuse               | Pos                  |
| 111                  | Jessica Allen (AUS)    | 78e                  |
| 113                  | Gracie Elvin (AUS)     | 12e                  |
| 114                  | Lucy Kennedy (AUS)     | 66e                  |
| 115                  | Moniek Tenniglo (NED)  | 67e                  |
| 116                  | Georgia Williams (NZL) | 64e                  |

| Sunweb SUN | Sunweb SUN               | Sunweb SUN |
| ---------- | ------------------------ | ---------- |
| Num        | Coureuse                 | Pos        |
| 121        | Susanne Andersen (NOR)   | 26e        |
| 124        | Pernille Mathiesen (DEN) | 79e        |
| 125        | Coryn Rivera (USA)       | 11e        |
| 126        | Julia Soek (NED)         | AB         |

| Tibco-Silicon Valley Bank TIB | Tibco-Silicon Valley Bank TIB | Tibco-Silicon Valley Bank TIB |
| ----------------------------- | ----------------------------- | ----------------------------- |
| Num                           | Coureuse                      | Pos                           |
| 131                           | Leah Dixon (GBR)              | 34e                           |
| 132                           | Alison Jackson (CAN)          | 2e                            |
| 133                           | Nina Kessler (NED)            | 46e                           |
| 134                           | Emily Marcolini (CAN)         | 65e                           |
| 136                           | Lauren Stephens (USA)         | 10e                           |

| Valcar Cylance VAL | Valcar Cylance VAL      | Valcar Cylance VAL |
| ------------------ | ----------------------- | ------------------ |
| Num                | Coureuse                | Pos                |
| 141                | Chiara Consonni (ITA)   | 5e                 |
| 142                | Dalia Muccioli (ITA)    | 75e                |
| 143                | Asja Paladin (ITA)      | 61e                |
| 144                | Silvia Pollicini (ITA)  | 38e                |
| 145                | Ilaria Sanguineti (ITA) | 8e                 |

| Chine CHN | Chine CHN    | Chine CHN |
| --------- | ------------ | --------- |
| Num       | Coureuse     | Pos       |
| 151       | Chang Yue    | 68e       |
| 152       | Feng Lin     | 24e       |
| 153       | Li Jiujin    | 18e       |
| 154       | Sun Jiajun   | 69e       |
| 155       | Yang Jiahuan | 42e       |
| 156       | Xie Zhou     | 33e       |

| Hong Kong HKG | Hong Kong HKG  | Hong Kong HKG |
| ------------- | -------------- | ------------- |
| Num           | Coureuse       | Pos           |
| 161           | Leung Bo Yee   | 47e           |
| 162           | Hoi Wah Leung  | HD            |
| 163           | Wing Yee Leung | 23e           |
| 164           | Sze Wing Ng    | AB            |
| 165           | Diao Xiao Juan | AB            |